# Benjamin Lustgarten
Benjamin Lustgarten (* 17. April 1992) ist ein ehemaliger US-amerikanischer Skilangläufer.

## Werdegang
Lustgarten startete im Januar 2014 in Soldier Hollow erstmals bei der US Super Tour und kam dabei auf den sechsten Platz über 15 km klassisch. Bei den U23-Weltmeisterschaften 2014 im Fleimstal belegte er den 48. Platz im Sprint, den 34. Rang im Skiathlon und den 30. Platz über 15 km klassisch. Im Dezember 2014 errang er in Rossland mit dem dritten Platz über 15 km klassisch seine erste Podestplatzierung im Nor-Am-Cup. Nach Platz zwei bei der US Supertour in West Yellowstone über 15 km klassisch zu Beginn der Saison 2016/17, holte er im 30-km-Massenstartrennen in Soldier Hollow seinen ersten Sieg bei der US Super Tour. Dieses Rennen war zugleich Teil der US-amerikanischen Meisterschaften. Auch das folgende US Super Tour-Sprintrennen in Auburn konnte er gewinnen. Im Februar 2017 lief er in Otepää seine ersten Rennen im Weltcup, welche er auf dem 66. Platz über 15 km klassisch und auf dem 64. Rang im Sprint beendete. Beim Saisonhöhepunkt den Nordischen Skiweltmeisterschaften 2017 in Lahti kam er auf den 55. Platz über 15 km klassisch. Zum Saisonende belegte er beim Weltcup-Finale in Québec den 59. Platz und erreichte den fünften Platz in der Gesamtwertung der US Super Tour. Im Sommer 2017 startete er im Skilanglauf-Australia/New-Zealand-Cup in Snow Farm. Dabei holte er zwei Siege und belegte damit den vierten Platz in der Gesamtwertung. Im Winter 2017/18 kam er bei der US Super Tour dreimal auf den zweiten und einmal auf den dritten Platz und erreichte damit den zehnten Platz in der Gesamtwertung.
Nach Platz zwei im Sprint und Rang eins über 15 km Freistil bei der US Super Tour in West Yellowstone und Platz zwei über 15 km klassisch in Vernon zu Beginn der Saison 2018/19, errang Lustgarten den 42. Platz bei der Tour de Ski 2018/19. Dabei erreichte bei der Abschlussetappe im Val di Fiemme mit dem 37. Platz seine beste Platzierung im Weltcupeinzel. Im Februar 2019 wurde er in Minneapolis Zweiter im 15-km-Massenstartrennen und belegte beim Saisonhöhepunkt, den Nordischen Skiweltmeisterschaften in Seefeld in Tirol, den 45. Platz über 15 km klassisch. Die Saison beendete er auf dem vierten Platz in der Gesamtwertung der US Super Tour. In der Saison 2019/20 errang er mit drei ersten Plätzen und einen dritten Platz, den zweiten Platz in der Gesamtwertung der US Super Tour. Zudem nahm er im März 2020 in Oslo letztmals am Weltcup teil und errang dabei den 47. Platz im 50-km-Massenstartrennen.

## Siege bei Continental-Cup-Rennen
| Nr. | Datum             | Ort              | Disziplin                   | Serie                        |
| --- | ----------------- | ---------------- | --------------------------- | ---------------------------- |
| 1.  | 10. Januar 2017   | Soldier Hollow   | 30 km klassisch Mst. 1      | US Super Tour und Nor-Am-Cup |
| 2.  | 21. Januar 2017   | Auburn           | Sprint klassisch            | US Super Tour                |
| 3.  | 7. September 2017 | Snow Farm        | 10 km Freistil              | Australia/New Zealand Cup    |
| 4.  | 9. September 2017 | Snow Farm        | 15 km klassisch Mst.        | Australia/New Zealand Cup    |
| 5.  | 2. Dezember 2018  | West Yellowstone | 15 km Freistil              | US Super Tour                |
| 6.  | 8. Dezember 2019  | Canmore          | 15 km Freistil              | Nor-Am-Cup und US Super Tour |
| 7.  | 25. Januar 2020   | Craftsbury       | 10 km Freistil              | US Super Tour                |
| 8.  | 26. Januar 2020   | Craftsbury       | 15 km klassisch Massenstart | US Super Tour                |